# Marlène Coulomb-Gully
Marlène Coulomb-Gully, née le 14 mai 1958 à Thionville (Moselle), est une chercheuse française en communication politique et sur les représentations du genre dans les médias. Elle est également professeure émérite en sciences de l'information et de la communication à l'université Toulouse-Jean-Jaurès.

## Biographie
Marlène Coulomb-Gully est ancienne élève de l’École normale supérieure de Fontenay-aux-Roses et agrégée de lettres modernes. Professeure à l’université de Toulouse 2, elle a largement contribué au développement des travaux sur le genre - au sens de « rapports sociaux de sexes » - et les médias, en particulier dans leur rapport au politique. En 2020 (comme en 2010 et en 2015 pour sa partie audiovisuelle), elle assure avec Cécile Méadel la coordination pour la France du Global Media Monitoring Project . Ses recherches actuelles portent sur les matérialités vocales et l’accès des femmes politiques à la parole publique.
Elle dirige pendant sept ans les Presses universitaires du Mirail (PUM) et est vice-présidente de l’Association des éditeurs de la recherche et de l’Enseignement supérieur. Elle dirige la collection interdisciplinaire « Les Mots de », (une quarantaine de titres parus), qu’elle a également créée ainsi que la collection « En tous genres » avec Sylvie Chaperon. Elle fonde en 2019 l'axe « genre » du Laboratoire d'études et de recherches appliquées en sciences sociales (Lerass) à l’université de Toulouse et est également chercheuse associée au laboratoire communication et politique rattaché à l'Institut national des sciences humaines  (CNRS).
En 2007, elle appelle à voter pour Ségolène Royal à l'élection présidentielle, dans un texte publié dans Le Nouvel Observateur, « contre une droite d’arrogance », pour « une gauche d’espérance ».
Elle est membre du comité éditorial de la revue MOTS-Les langages du politique et du Comité de sélection de l’Agence nationale de la recherche de 2007 à 2009.
Le 7 janvier 2013, elle est nommée au Haut Conseil à l'égalité entre les femmes et les hommes parmi les personnalités qualifiées en raison de leurs travaux de recherche, d'expertise ou d'évaluation sur les questions intéressant le Haut Conseil . Son mandat est renouvelé en 2016. Elle a rejoint en 2020 l’Observatoire de l’Égalité du CSA.
En janvier 2017, elle est nommée chevalier de la légion d'honneur.
À la demande de l’Agence France-Presse, elle a mené avec la direction de l'information une réflexion sur une meilleure prise en compte des représentations de genre dans les dépêches de l’AFP, au cœur de la production d’information en France.

## Travaux scientifiques
Son ouvrage Présidente : le grand défi publié en 2012 porte sur les représentations médiatiques des femmes candidates à l’élection présidentielle sous la Ve République et pose la question de la légitimité des femmes au sein de la vie politique.

## Publications
Ouvrages
- Coulomb-Gully, Marlène.Sexisme sur la voix publique : Femmes, éloquence et politique-, Editions de l’Aube, 2022
- Coulomb-Gully, Marlène. Femmes en politique, en finir avec les seconds rôles. Belin, 2016.
- Coulomb-Gully, Marlène. 8 femmes sur un plateau - Journalisme, sexe et politique. Paris, Nouveau Monde Édition, 2016.
- Coulomb-Gully, Marlène. Présidente : le grand défi. Paris, Payot, 2012.
- Coulomb-Gully, Marlène. La démocratie mise en scènes, CNRS Éditions, Paris, 2001.
- Coulomb-Gully, Marlène. Radioscopie d’une campagne, Paris, Kimè, 1995.
- Coulomb-Gully, Marlène. Les informations télévisées. Paris, PUF, 1995. coll. Que sais-je.

Direction et codirections d’ouvrages et de revues
- Coulomb-Gully, Marlène, Biscarrat Laetitia, Giuseppina Sapio. « Matérialités vocales : voix, genre et médias », Semen 51, juin 2022
- Coulomb-Gully, Marlène. « Médias : La Fabrique du genre », Sciences de la Société, 2012, no 82 –Toulouse, PUM
- Coulomb-Gully, Marlène, Esquénazi, Jean-Pierre. « Fictions politiques »,  MOTS. Les langages du politique, no 99 – Lyon, ENS Éditions, 2012
- Bacot, P., Coulomb-Gully, Marlène, Le Bart, C., Honoré, J.-P., Oger, C., Plantin, C. « Les langages du politique : bilan et perspectives », MOTS. Les langages du politique, n°94, numéro spécial, Lyon, ENS Éditions, 2010
- Coulomb-Gully, Marlène. « Présidentielle 2007 : scènes de Genre », MOTS, Les langages du politique, no 90, Lyon, ENS Éditions, 2009
- Bonnafous, Simone, Coulomb-Gully, Marlène. « Le 8 mars à la Une – Femmes et médias-», Sciences de la Société, no 70, Toulouse, PUM, 2007

Participation à des ouvrages collectifs
- Coulomb-Gully M., 2014. Profession : femme politique – L’État de Grâce ou les vérités de la fiction. In Veyrat-Masson I., Denis S., Sécail C., (dir)., Images, médias et politique. Paris : CNRS Éditions, p. 13-24.
- (pt) Coulomb-Gully M., 2012. Napoleao vence Marianne – Representaçao politica e encarnacao, a campanha presidencial francesa de 2007. In Neto A.F., Mouchon J., Veron E., dirs., Transformaçoes da midiatizaçao presidencial. Sao Paulo : Difusao Editora, p. 263-279.
- Coulomb-Gully Marlène, « D’Offenbach à Lévi-Strauss : Rama, Rachida, Nicolas et la complainte des Européennes. Sexe, race, classe », in Maarek Ph. (dir.), La communication politique européenne sans l’Europe - Les élections au Parlement européen de 2009, Paris, L’Harmattan, 2012.
- (en) Coulomb-Gully Marlène, « “Women’s time has come”. Archaeology of French female presidential candidates, from Arlette Laguiller (1974) to Ségolène Royal (2007) », in Francois Heindryckx and Nico Carpentier (ed), Gendered Transformations. Theory and Practices on Gender and Media, Amsterdam, Intellect Publishers, 2009. p. 43-55.
- (de) Coulomb-Gully, Marlène. « Napoléon siegt über Marianne », in Lunenborg Margreth dir., Politik auf dem Boulevard ?, Bielefeld, Transcript Verlag, 2009, p. 130-153.
- Coulomb-Gully, Marlène. « Le corps en politique : incarnation présidentielle et démocratie cathodique ». In Drăgan, Ioan. La communication du politique : Regards croisés Est-Ouest. Paris : Éditions L’Harmattan, 1999.

Articles dans des périodiques scientifiques
- Coulomb-Gully Marlène, « Inoculer le Genre », Revue française des sciences de l’information et de la communication [En ligne], 4 | 2014, mis en ligne le 1er janvier 2014, consulté le 9 février 2016. URL : http://rfsic.revues.org/837
- Coulomb-Gully Marlène. « Mâle ou normal ? ». Incarnation et masculinité(s) du couple Hollande-Sarkozy dans la campagne présidentielle de 2012 », Genre, sexualité & société [En ligne], Hors-série n° 2 | 2013, mis en ligne le 10 avril 2013, consulté le 9 février 2016. URL : http://gss.revues.org/2619

Articles dans des périodiques grand public
- Coulomb-Gully, Marlène. « Le sexisme bien tempéré du Canard enchaîné ». 1er avril 2015.
- Coulomb-Gully, Marlène. « En avant toutes ... et tous ». Le Monde, 8 mars 2015.
- Coulomb-Gully, Marlène. « La femme a le mauvais rôle », Libération, 1er janvier 2007.
- Coulomb-Gully, Marlène. « Une image peu valorisante » (interview), L'Humanité, 8 mars 2010.
- Coulomb-Gully, Marlène, Sigrist, Sidonie. « Borgen à la loupe ». Le Figaro, 7 février 2012.

Interventions dans des documentaires
- Le pouvoir a-t-il un sexe ? Si oui, lequel ? Réalisation Hélène Risser, Public Sénat, 2023
- Un jour, je serai Présidente. Réalisation : Caroline Behague, Marie-Noëlle Dumay. Coproduction : Real Productions, Public Sénat, Pictanovo, Lyon Capitale TV.
- Le règne des mâles. Réalisation : Marie-Noëlle Dumay. Coproduction : Real Productions - France Télévisions.

Interventions dans des émissions télévisuelles
- CMédiatique. « Sexisme dans les médias : peut mieux faire ». Diffusée le 29/01/2023, France 5.
- Déshabillons-les. Les mots de la Présidentielle Diffusée le 09/05/2012 Public Sénat
- Déshabillons-les. Être une femme... en politique. Diffusée le 04/07/2012 Public Sénat

Interventions dans des émissions de radio
- France Inter, « Le débat de midi », Paola Puerari, « Eloquence : l’art de convaincre, facteur d’inégalité ? », 13/07/2023
- France Inter « Une semaine en France », Frédéric Barreyre, « L’égalité des sexes en politique », 27/05/2022
- La fabrique de l'histoire. Histoire de la télévision. France Culture. Diffusée le 12/06/2013[12].

Interviews dans la presse 
- Elle, 6/01/2022, p.56-59, « Féminisme, ma parole ! »
- Le Monde, 20/03/2022, « En politique, avec les voix des femmes, c’est toujours trop ou trop peu »